# Vyplatil
Vyplatil je rybník o rozloze vodní plochy asi 2,8 ha zhruba trojúhelníkovitého tvaru o rozměrech asi 200 × 250 m nalézající se na potoce Velký Porák asi 500 m západně od vesnice Ostružno v okrese Jičín. Hrázi rybníka je přístupná po polní cestě vedoucí z Ostružna k samotě Pazderna. Vyplatil je součástí rybniční Ostruženských rybníků. Rybník Vyplatil je zakreslen na mapovém listě č. 60 z prvního vojenského mapování z let 1764–1768.
Momentálně je rybník využíván pro sportovní rybolov trofejních kaprů a jeseterů.

## Galerie

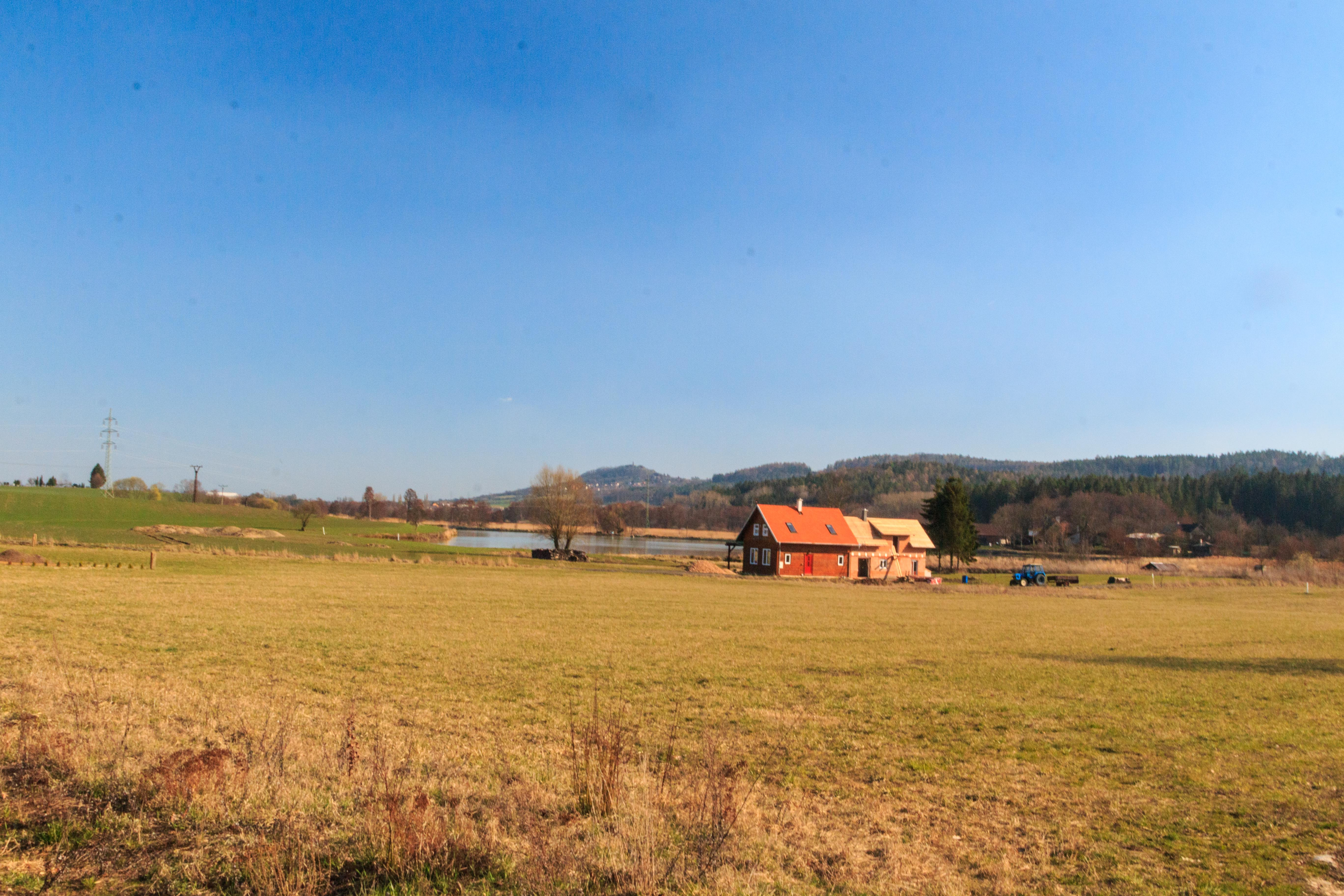
Rybník Vyplatil u Ostružna
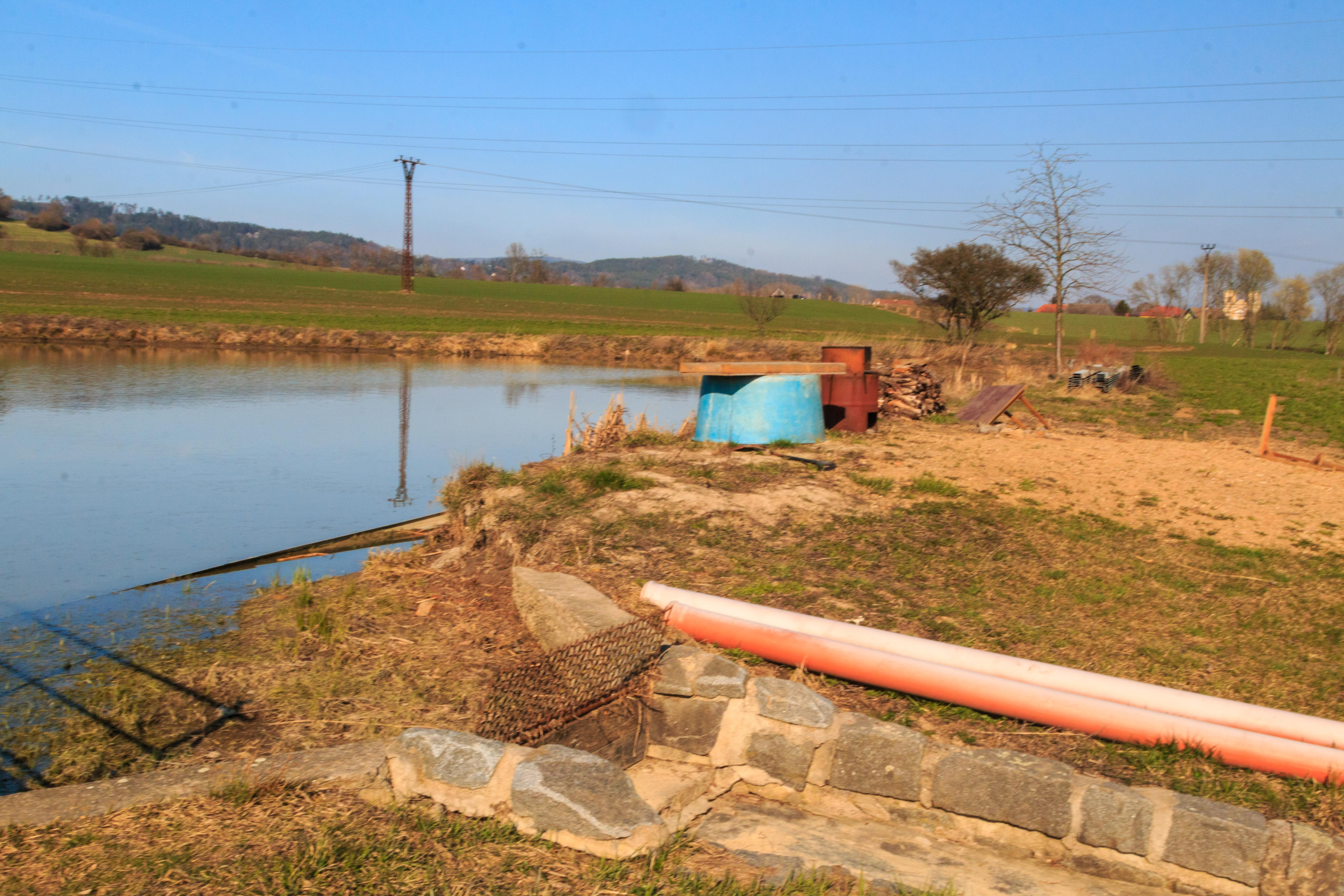
Rybník Vyplatil u Ostružna
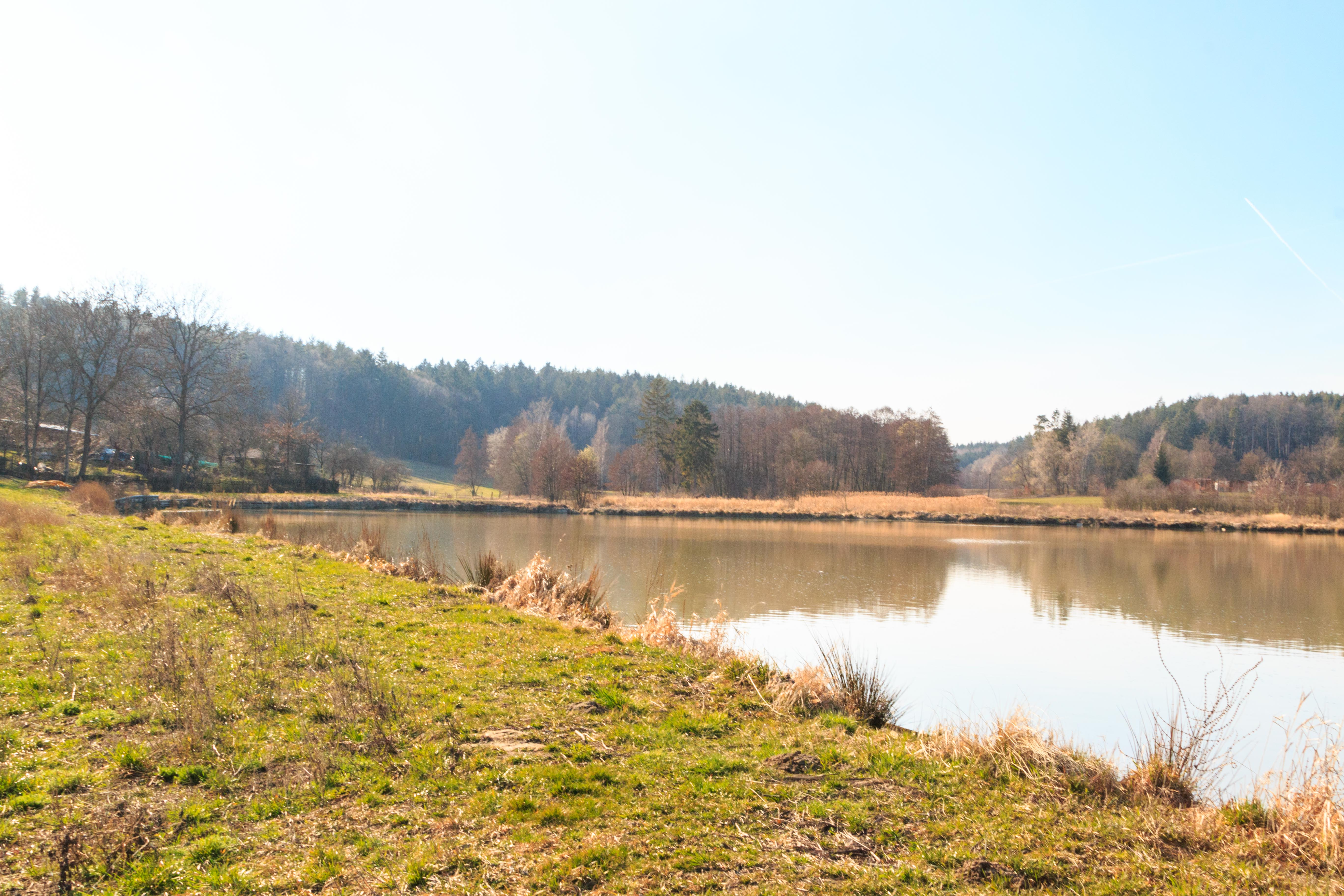
Rybník Vyplatil u Ostružna
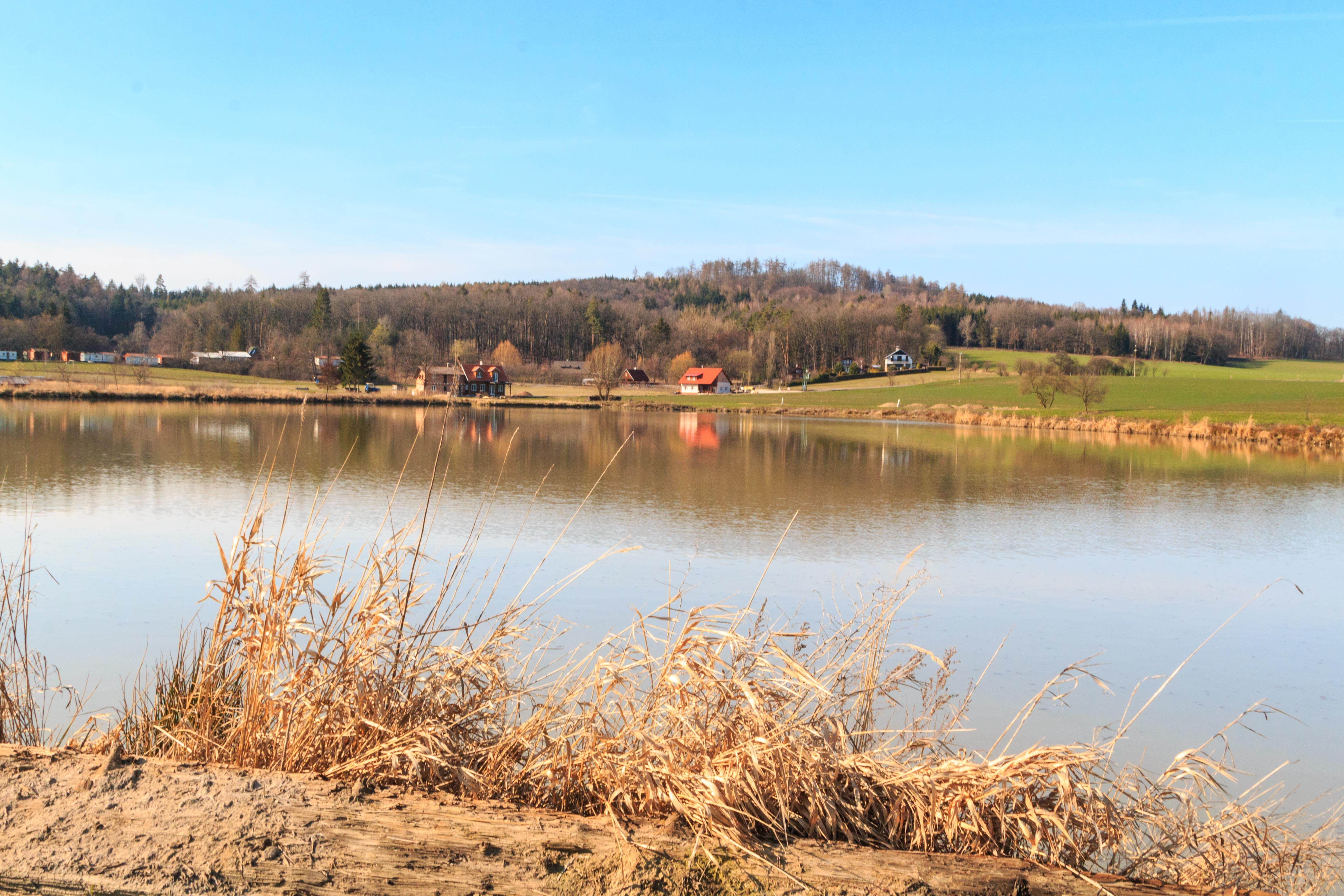
Rybník Vyplatil u Ostružna